# Nachal Noked
Nachal Noked (hebrejsky: נחל נוקד) je vádí v Negevské poušti v Izraeli.
Začíná na severním okraji hornaté části pouště Negev (Har Negev), severně od vesnice Sde Boker. Směřuje pak k severozápadu hornatým terénem bez lidského osídlení. Prochází pod úsekem dálnice číslo 40 a ústí do vádí Nachal Boker, které je součástí povodí Nachal Besor. Vádí je turisticky využíváno. Vyznačuje se populací vzácných stromů Acacia pachyceras (druh akácie), díky kterým je známo též jako Nachal Ec (נחל עץ, Stromové vádí).